# Morinda (India)
Morinda is een nagar panchayat (plaats) in het district Rupnagar van de Indiase staat Punjab. 

## Demografie
Volgens de Indiase volkstelling van 2001 wonen er 21.788 mensen in Morinda, waarvan 53% mannelijk en 47% vrouwelijk is. De plaats heeft een alfabetiseringsgraad van 70%. 